# Distrito de Dedza
El distrito de Dedza es uno de los veintisiete distritos de Malaui y uno de los nueve de la región Central. Cubre un área de 3.624 km² y alberga una población de 830 512 personas. La capital es Dedza.
- Datos: Q667153